# Atletica leggera ai Giochi della XXV Olimpiade - 1500 metri piani femminili

Video della Finale

I 1500 metri piani hanno fatto parte del programma femminile di atletica leggera ai Giochi della XXV Olimpiade. La competizione si è svolta nei giorni 5-8 agosto 1992 allo Stadio del Montjuic di Barcellona.

## Presenze ed assenze delle campionesse in carica
| Competizione         | Atleta            | Prestazione | Barcellona 1992 |
| -------------------- | ----------------- | ----------- | --------------- |
| Olimpiadi 1988       | Paula Ivan        | 3'53”96     | Rit. 1989       |
| Commonwealth 1990    | Angela Chalmers   | 4'08”41     | Presente        |
| Goodwill Games 1990  | Natal'ja Artemova | 4'09”48     | Squalif.        |
| Europei 1990         | Snežana Pajkić    | 4'08”12     | Assente         |
| Panamericani 1991    | Alisa Hill        | 4'13”12     | 6ª ai Trials    |
| Africani 1991        | Susan Sirma       | 4'10”68     | Presente        |
| Mondiali 1991        | Hassiba Boulmerka | 4'02”21     | Presente        |
|                      |                   |             |                 |
| Mondiali junior 1988 | Doina Homneac     | 4'12”94     | Non selez.      |

## La gara
Ljudmila Rogachova è imbattuta nel 1992. In finale si mette alla testa del gruppo e conduce la gara fino ai 1200 metri. A 200 metri dalla fine Hassiba Boulmerka, che le è rimasta incollata, scatta perentoriamente e va a vincere con oltre 1 secondo e mezzo di distacco.

Si è ritirata la primatista mondiale stagionale, Doina Melinte.

## Risultati

### Turni eliminatori
| 3 Batterie   | 5 agosto | 46 partenti    | Si qualificano le prime 6 + gli 8 migliori tempi. |
| 2 Semifinali | 6 agosto | 13 + 13        | Si qualificano le prime 5 + i 2 migliori tempi.   |
| Finale       | 8 agosto | 12 concorrenti |                                                   |

### Finale
| Pos | Paese             | Atleta             | Tempo   |
| --- | ----------------- | ------------------ | ------- |
|     | Algeria           | Hassiba Boulmerka  | 3'55"30 |
|     | Squadra Unificata | Ljudmila Rogachova | 3'56"91 |
|     | Cina              | Qu Yunxia          | 3'57"08 |